# Parlamentsvalget i Portugal 1987
Parlamentsvalget i Portugal 1987 blev afholdt den 19. juli 1987.

## Resultat
| Valgresultat                                               |           |        |         |
| Partido                                                    | Votos     | %      | Escaños |
| Partido Social Demócrata (PSD)                             | 2.850.784 | 50,22  | 148     |
| Partido Socialista (PS)                                    | 1.262.506 | 22,24  | 60      |
| Coalición Democrática Unitaria (CDU)                       | 689.137   | 12,14  | 31      |
| Partido Renovador Democrático (PRD)                        | 278.561   | 4,91   | 7       |
| Centro Democrático Social (CDS)                            | 251.987   | 4,44   | 4       |
| Unión Democrática Popular (UDP)                            | 50.717    | 0,89   | 0       |
| Partido Socialista Revolucionario (PSR)                    | 32.977    | 0,58   | 0       |
| Movimiento Democrático Portugués (MDP)                     | 32.607    | 0,57   | 0       |
| Partido Demócrata Cristiano (PDC)                          | 31.667    | 0,56   | 0       |
| Partido Popular Monárquico (PPM)                           | 23.218    | 0,41   | 0       |
| PCTP/MRPP                                                  | 20.800    | 0,37   | 0       |
| Partido Comunista (Reconstruido) (PC(R))                   | 18.544    | 0,33   | 0       |
| Partido de los Trabajadores de la Unidad Socialista (POUS) | 9.185     | 0,16   | 0       |
| Blanke stemmer                                             | 50.135    | 0,88   |         |
| Ugyldige stemmer                                           | 73.533    | 1,30   |         |
| Total                                                      | 5.676.358 | 100,00 | 250     |